# RoundGlass Punjab Football Club 2020-2021
Questa voce raccoglie le informazioni riguardanti il RoundGlass Punjab nelle competizioni ufficiali della stagione 2020-2021.

## Organigramma societario

### Staff tecnico
- Curtis Fleming - Allenatore
- Floyd Pinto - Vice allenatore

## Rosa
| N. |                    | Ruolo | Calciatore               |
| -- | ------------------ | ----- | ------------------------ |
| 3  | India (bandiera)   | D     | Saurabh Bhanwala         |
| 4  | Brasile (bandiera) | D     | Danilo Quipapá           |
| 5  | India (bandiera)   | D     | Anwar Ali                |
| 6  | India (bandiera)   | C     | Bikramjit Singh          |
| 7  | Bhutan (bandiera)  | A     | Chencho Gyeltshen        |
| 8  | India (bandiera)   | C     | Souvik Das               |
| 10 | Spagna (bandiera)  | C     | Joseba Beitia            |
| 12 | India (bandiera)   | C     | Rupert Nongrum           |
| 13 | India (bandiera)   | D     | Bikash Yumnam            |
| 15 | India (bandiera)   | C     | Sanju Pradhan (capitano) |
| 16 | Nepal (bandiera)   | P     | Kiran Chemjong           |
| 17 | India (bandiera)   | A     | Telem Suranjit Singh     |
| 19 | India (bandiera)   | A     | Denzil Andrew Kharshandi |
| 20 | India (bandiera)   | D     | Ruivah Hormipam          |
| 21 | India (bandiera)   | P     | Jaspreet Singh           |
| 23 | India (bandiera)   | A     | Pritam Singh             |

| N. |                  | Ruolo | Calciatore              |
| -- | ---------------- | ----- | ----------------------- |
| 25 | India (bandiera) | P     | Devansh Dabas           |
| 27 | India (bandiera) | D     | Aakash Sangwan          |
| 29 | India (bandiera) | C     | Ashangbam Aphaoba Singh |
| 31 | India (bandiera) | D     | Ashray Bhardwaj         |
| 32 | India (bandiera) | D     | Abhishek Verma          |
| 33 | India (bandiera) | A     | Sumeet Passi            |
| 34 | India (bandiera) | C     | Abhinas Ruidas          |
| 39 | India (bandiera) | A     | Ashish Jha              |
| 41 | India (bandiera) | P     | Jaskarenvir Singh       |
| 66 | India (bandiera) | D     | Lironthung Lotha        |
|    | India (bandiera) | D     | Akashdeep Singh         |
|    | India (bandiera) | D     | Akhil Verma             |
|    | India (bandiera) | D     | Mohammed Irshad         |
|    | India (bandiera) | C     | Amandeep Singh          |
|    | India (bandiera) | C     | Maheson Singh Tongbram  |
|    | India (bandiera) | A     | Luntinmang Haokip       |

## Calciomercato
| Acquisti | Acquisti                 | Acquisti           | Acquisti   |
| R.       | Nome                     | da                 | Modalità   |
| -------- | ------------------------ | ------------------ | ---------- |
| P        | Kiran Chemjong           | Punjab             | Definitivo |
| P        | Jaspreet Singh           | Punjab             | Definitivo |
| P        | Devansh Dabas            | Punjab             | Definitivo |
| P        | Jaskarenvir Singh        | Punjab             | Definitivo |
| D        | Saurabh Bhanwala         | Punjab B           | Definitivo |
| D        | Danilo Quipapá           | Punjab             | Definitivo |
| D        | Anwar Ali                | Punjab             | Definitivo |
| D        | Bikash Yumnam            | Indian Arrows      | Definitivo |
| D        | Ruivah Hormipam          | Indian Arrows      | Definitivo |
| D        | Aakash Sangwan           | Churchill Brothers | Definitivo |
| D        | Ashray Bhardwaj          | Punjab B           | Definitivo |
| D        | Abhishek Verma           | Punjab             | Definitivo |
| D        | Lironthung Lotha         | Punjab B           | Definitivo |
| D        | Akhil Verma              | Punjab             | Definitivo |
| C        | Bikramjit Singh          | Odisha             | Definitivo |
| C        | Souvik Das               | Punjab             | Definitivo |
| C        | Joseba Beitia            | Mohun Bagan        | Definitivo |
| C        | Rupert Nongrum           | NorthEast Utd      | Definitivo |
| C        | Sanju Pradhan            | Punjab             | Definitivo |
| C        | Ashangbam Aphaoba Singh  | Punjab B           | Definitivo |
| C        | Abhinas Ruidas           | TRAU               | Definitivo |
| C        | Maheson Singh Tongbram   | Punjab             | Definitivo |
| A        | Chencho Gyeltshen        | Paro               | Definitivo |
| A        | Telem Suranjit Singh     | Indian Arrows      | Definitivo |
| A        | Denzil Andrew Kharshandi | Punjab             | Definitivo |
| A        | Pritam Singh             | Punjab             | Definitivo |
| A        | Sumeet Passi             | Jamshedpur         | Definitivo |
| A        | Ashish Jha               | ATK B              | Definitivo |

| Cessioni | Cessioni | Cessioni | Cessioni |
| R.       | Nome     | a        | Modalità |
| -------- | -------- | -------- | -------- |

### Mercato invernale
| Acquisti | Acquisti        | Acquisti    | Acquisti   |
| R.       | Nome            | da          | Modalità   |
| -------- | --------------- | ----------- | ---------- |
| D        | Mohammed Irshad | East Bengal | Definitivo |
| D        | Samad Mallick   | East Bengal | Definitivo |
| A        | Baba Diawara    |             | Svincolato |
| A        | Jiten Murmu     | Bhawanipore | Definitivo |

| Cessioni | Cessioni       | Cessioni | Cessioni   |
| R.       | Nome           | a        | Modalità   |
| -------- | -------------- | -------- | ---------- |
| D        | Danilo Quipapá |          | Svincolato |

## Risultati

### I-League
| Arbitro: | Singh P. |

|                  |           |  |
| Pritam Singh 19’ | Marcatori |  |

| Arbitro: | Dhar T. |

|                                             |           |                                               |
| Philip Adjah 27’, 75’ Dennis Antwi 70’, 72’ | Marcatori | 17’, 25’ Chencho Gyeltshen 44’ Rupert Nongrum |

| Arbitro: | Nathan S. |

|  |           |                    |
|  | Marcatori | 85’ Clayvin Zúñiga |

| Kalyani 24 gennaio 2021, ore 14:30 UTC+5:30 4ª giornata | RoundGlass Punjab | 0 – 0 referto | Mohammedan | Kalyani Stadium (0 spett.)\| Arbitro: \| Purkayastha A. \| |
| Arbitro:                                                | Purkayastha A.    |               |            |                                                            |

| Calcutta 29 gennaio 2021, ore 09:30 UTC+5:30 5ª giornata | RoundGlass Punjab | 0 – 0 referto | Sudeva Delhi | Salt Lake Stadium (0 spett.)\| Arbitro: \| Ramdasan K. \| |
| Arbitro:                                                 | Ramdasan K.       |               |              |                                                           |

| Arbitro: | Kanojia A. |

|  |           |                            |
|  | Marcatori | 42’, 64’ Chencho Gyeltshen |

| Arbitro: | Bohidar S. |

|                          |           |                       |
| Vellington Fernandes 87’ | Marcatori | 35’, 56’ Baba Diawara |

| Arbitro: | Singh P. |

|                                     |           |  |
| Baba Diawara 43’ Rupert Nongrum 88’ | Marcatori |  |

| Arbitro: | Nathan S. |

|                        |           |                          |
| Dipanda Aser Dicka 72’ | Marcatori | 67’ (Rig.) Joseba Beitia |

| Arbitro: | Koshi W. |

|  |           |                  |
|  | Marcatori | 65’ Baba Diawara |

#### Play-Offs Championship
| Arbitro: | Kanojia A. |

|  |           |                         |
|  | Marcatori | 17’ (Rig.) Dennis Antwi |

| Arbitro: | Koshi W. J. |

|                                           |           |                                                       |
| Chencho Gyeltshen 34’, 46’ Ashish Jha 88’ | Marcatori | 59’ Faisal Ali 65’ Pedro Manzi 66’ Azharuddin Mallick |

| Arbitro: | Kanojia A. |

|                     |           |  |
| Komron Tursunov 81’ | Marcatori |  |

| Arbitro: | Roy D. |

|                       |           |  |
| Chencho Gyeltshen 37’ | Marcatori |  |

| Arbitro: | Sugandar M. |

|                                                 |           |                                    |
| Luka Majcen 8’ (Rig.) Clayvin Zúñiga 25’, 45+3’ | Marcatori | 65’ Joseba Beitia 69’ Baba Diawara |

### Andamento in campionato
| Giornata  | 1 | 2 | 3 | 4 | 5 | 6 | 7 | 8 | 9 | 10 | 11 |
| --------- | - | - | - | - | - | - | - | - | - | -- | -- |
| Luogo     | C | T | C | C | C | T | T | C | T | X  | T  |
| Risultato | V | P | P | N | N | V | V | V | N | X  | V  |
| Posizione | 4 | 5 | 8 | 8 | 9 | 5 | 2 | 1 | 2 | 4  | 2  |

Legenda:

Luogo: C = Casa; T = Trasferta. Risultato: V = Vittoria; N = Pareggio; P = Sconfitta.